# Bluffdale
Bluffdale is een plaats (city) in de Amerikaanse staat Utah, en valt bestuurlijk gezien onder Salt Lake County.

## Demografie
Bij de volkstelling in 2000 werd het aantal inwoners vastgesteld op 4700.
In 2006 is het aantal inwoners door het United States Census Bureau geschat op 7088, een stijging van 2388 (50,8%).

## Geografie
Volgens het United States Census Bureau beslaat de plaats een oppervlakte van
42,6 km², geheel bestaande uit land.

## Plaatsen in de nabije omgeving
De onderstaande figuur toont nabijgelegen plaatsen in een straal van 12 km rond Bluffdale.